# Derval (acteur)
Pour les articles homonymes, voir Derval.
Hyacinthe d'Obigny de Ferrière dit Derval, né le 24 juillet 1801 (5 thermidor an 9) à Paris et mort le 23 janvier 1885 à Paris 18e, en son domicile 9 passage de l'Élysée des Beaux-Arts, est un comédien français.

## Biographie
Issu d'une famille de robe avec des traditions militaires, il est le fils d'Amand-Benjamin-Sophie D’Obigny et de Marie-Madeleine Labarre, dont mariage le 14 décembre 1808 à Paris, il est le neveu du général de Ferrière, Jacques-Martin-Madeleine de Ferrière, aide de camp du général Grouchy. Il est aussi le neveu du capitaine de vaisseau d'Obigny. 
Il commença par travailler au Ministère de la Guerre comme commis d'administration. Mais il était surtout intéressé par le métier d'acteur. En 1827, il céda à sa vocation et se fit embaucher au Théâtre des Nouveautés sous le nom de Derval. Dès ses débuts, il reçut un succès honorable plus particulièrement, a-t-on dit, de la partie féminine du public, séduite par son aisance de manière et le charme de sa diction, résultat sans doute de l'excellente éducation qu'il reçut pendant sa jeunesse. 
De haute taille, de fière mine, beau cavalier et homme du monde, il fut l'acteur de bon ton. Il entra au Théâtre du Palais-Royal à l'occasion de son ouverture, le 31 juillet 1831, et il y resta jusqu'en 1857, date à laquelle il passa au théâtre du Gymnase. Henry Lyonnet rapporte l'avis d'un critique en 1841 : « M. Derval est le seul au théâtre du Palais-Royal qui porte la poudre  et l'habit français d'une manière convenable. Il a du gentilhomme dans la tournure ».
Avec l'âge, sa diction prit de l'ampleur et de l'autorité, et sa tenue resta parfaite. Son emploi changea, mais il continua à avoir du succès dans les rôles de père noble.
Peu à peu, il devint le bras droit du directeur, Montigny, ne se réservant plus que des rôles secondaires.
Il fut l'un des fondateurs, avec le baron Taylor, de l'Association des artistes dramatiques.
Paul Mahalin a décrit un Derval vieillissant, « qui se promenait, avec des allures d'ours en cage, sous le péristyle du théâtre, maigre comme un vendredi saint et long comme un jour sans tabac, avec des jambes d'échassier et une figure de coupe aquiline, qui avait été belle jadis, mais que déparait, plus que l'âge, une expression de sempiternelle mauvaise humeur ».
Il épouse en premières noces Amélie-Geneviève-Henriette-Denise Tabraize le 28 juin 1831 à Paris, de cette  union le pianiste Henry-Louis D’Obigny de Ferrière (26 août 1823, Paris - 27 août 1880, Chessy), époux de Mélanie-Louise-Pétronille Trochu, d'où Amélie d'Obigny de Ferrière qui épouse le compositeur André Gedalge
Veuf, il épouse Mary-Ann Nicholson, une anglaise, le 5 octobre 1854 à Paris, dont il eut une fille Louise qui, après avoir entamé une carrière de chanteuse, épousa Alexis Pitron. Leur fils également prénommé Alexis, est devenu le directeur des Folies-Bergère sous le nom de Paul Derval.
Ses obsèques eurent lieu le 24 janvier 1885. Parmi ceux qui tenaient les cordons du poêle, il y avait Alexandre Dumas fils et l'acteur Saint-Germain.
Il est inhumé au cimetière de Montmartre.

## Quelques-unes de ses créations au théâtre
- Le roi d'Espagne dans Farinelli ou la Pièce de circonstance de Scribe (1835)
- Le duc de Lauzun dans Monsieur de Coyllin ou l'Homme infiniment poli de Labiche, Lefranc et Marc-Michel (1838)
- Ernest Duchêne, avoué dans Les avoués en vacances de Bayard et Dumanoir, comédie-vaudeville en 2 actes (1839)
- Catalan dans Le Lierre et l'Ormeau de Labiche, Lefranc et Monnier (1840)
- De Valory dans Les Circonstances atténuantes de Labiche, Lefranc et Mélesville  (1842)
- Orloff dans La dragonne de Dumanoir et Hippolyte Le Roux, comédie en deux actes (octobre 1842)
- Georges dans Les deux couronnes de Jean-François Bayard) et Dumanoir (1842)
- Édouard dans Une chaîne anglaise de Labiche et Saint-Yves (1848)
- Horace dans Les Manchettes d'un vilain de Labiche, Lefranc et Saint-Yves (1849)
- Chatenay dans Embrassons-nous, Folleville! de Labiche et Lefranc (1850)
- De Flavigny dans La Chasse aux corbeaux de Labiche et Marc-Michel (1853)
- Duc de Parme dans La marquise de Tulipano de Dumanoir et Édouard Lafargue, comédie-vaudeville en deux actes (février 1854)
- Le marquis d'Orgebac dans Le Fils naturel d'Alexandre Dumas fils, peut-être son plus grand succès (janvier 1858)
- Le commandant Mathieu dans Le Voyage de monsieur Perrichon de Labiche et Édouard Martin (1860)
- Le chevalier de Matignon dans Les Premières Armes de Richelieu vaudeville de Bayard et Dumanoir (1861)
- Le Docteur Vouzon dans Le Premier Pas de Labiche et Delacour (1862).

Et aussi dans :
- Les Trois Dimanches (Cogniard frères et J. Cordier) (1838)
- Dieu vous bénisse ! (Ancelot et P. Duport) (1839)
- Le Code des femmes, comédie en 1 acte de Dumanoir (1845).

## Sources biographiques
- Décès de Hyacinthe d'Obigny de Ferrière in « Le Gaulois » du 24 janvier 1885 en ligne
- Décès de Hyacinthe d'Obigny de Ferrière, in « Courrier de l'art », chronique hebdomadaire des ateliers, Eugène Véron  2 janvier 1885 en ligne
- Acte de décès de Hyacinthe d'Obigny de Ferrière du 24 janvier 1885, Paris 18e (acte no 285)